# Римокатоличка катедрала Светог Николе у Кијеву
50° 25′ 37″ С; 30° 31′ 03″ И / 50.4269° С; 30.5176° И
Римокатоличка катедрала Светог Николе (укр. Костел святого Миколая) римокатоличка је катедрала у украјинском главном граду Кијеву.
Катедралу је пројектовао архитекта Владислав Хородецки, а грађена је од 1899. до 1909. године у неоготичком стилу. Постала је првостолница Кијевско-житомирске бискупије и друга је по старости католичка црква у Кијеву, после цркве Светог Александра.
Неоготичка катедрала се налази у Црвеноармијској улици (укр. Червоноармійська вулиця) на броју 77, а поседује два торња висине 62 метра.
Катедрала је такође Национална концертна дворана оргуљске и камерне музике Украјине.